# Quận Gloucester, Virginia
Quận Gloucester là một quận thuộc tiểu bang Virginia, Hoa Kỳ.
Quận này được đặt tên theo. Theo điều tra dân số của Cục điều tra dân số Hoa Kỳ năm 2000, quận có dân số 34.780 người. Quận lỵ đóng ở Gloucester Courthouse. Quận thuộc vùng đô thị Hampton Roads. Quận Gloucester được lập vào năm 1651 trong thuộc địa Virginia

## Địa lý
Theo Cục điều tra dân số Hoa Kỳ, quận có diện tích 746 km2, trong đó có 184 km2 là diện tích mặt nước.